# Table des caractères Unicode (10F000-10FFFF)
Cette page contient des caractères spéciaux ou non latins. S’ils s’affichent mal (▯, ?, etc.), consultez la page d’aide Unicode.
Cette page décrit la liste des caractères Unicode codés de U+10F000 à U+10FFFF en hexadécimal (1 110 016 à 1 114 111 en décimal).

## Sous-ensembles
La liste suivante montre les sous-ensembles spécifiques de cette portion d’Unicode.
| Sous-ensemble                       | Réservés | Réservés | Décimal   | Décimal   |
| Sous-ensemble                       | Début    | Fin      | Début     | Fin       |
| ----------------------------------- | -------- | -------- | --------- | --------- |
| Zone à usage privé supplémentaire B | 100000   | 10FFFD   | 1 048 576 | 1 114 109 |
| Spécial (fin de plan 16)            | 10FFFE   | 10FFFF   | 1 114 110 | 1 114 111 |

## Liste

### Zone à usage privé supplémentaire B(dernière partie)
|         | 0 | 1 | 2 | 3 | 4 | 5 | 6 | 7 | 8 | 9 | A | B | C | D | E | F |
| ------- | - | - | - | - | - | - | - | - | - | - | - | - | - | - | - | - |
| U+10FF0 | 􏿰 | 􏿱 | 􏿲 | 􏿳 | 􏿴 | 􏿵 | 􏿶 | 􏿷 | 􏿸 | 􏿹 | 􏿺 | 􏿻 | 􏿼 | 􏿽 |   |   |